# Natasia Demetriou
Natasia Charlotte Demetriou, née le 15 janvier 1984 à Londres, est une comédienne, actrice et scénariste anglo-chypriote. Elle est surtout connue pour ses rôles de Nadja dans la série What We Do in the Shadows et Sophie dans la sitcom Stath Lets Flats.

## Jeunesse
Natasia Charlotte Demetriou est née à Londres, fille d'une mère anglaise et d'un père chypriote grec. Elle est élevée dans le quartier de North London, et est végétarienne depuis l'âge de sept ans. Son frère cadet, Jamie Demetriou, est un comédien et acteur avec qui elle collabore souvent. Elle étudie le théâtre à l'Université de Leeds puis fréquente l'Université de Bristol, où elle et son frère étaient membres de la troupe de sketches de Bristol Revunions Comedy Biscuit, qui est acclamée par la critique au Edinburgh Fringe de 2009 à 2011,. Avant de devenir comédienne professionnelle, Demetriou travaille comme maquilleuse, notamment sur des clips pour Boy Better Know.

## Carrière
Le premier spectacle de Demetriou, You'll Never Have All of Me, remporte le Skinny Debutant Award au Edinburgh Festival Fringe 2014. Elle est membre de longue date de la troupe de sketchs humoristiques Oyster Eyes et écrit pour Anna & Katy et The Midnight Beast. Demetriou fait ses débuts à la télévision en 2013. En 2015, elle apparaît dans le pilote de sketchs comiques de People Time sur BBC Three avec Ellie White, aux côtés de son frère Jamie Demetriou, et Claudia O'Doherty, Liam Williams, Alistair Roberts et Daran Johnson,.
En 2018, elle joue la sœur fictive de Stath dans la sitcom Stath Lets Flats, écrite et créée par son frère. Le 11 mai 2020, un mini-épisode spécial « confinement » est publié en ligne en raison de la pandémie de COVID-19. Aux BAFTA Awards 2020, Stath Lets Flats remporte trois prix : Meilleur acteur masculin dans une comédie, Meilleur scénariste de comédie et Meilleure comédie scénarisée.
En 2019, Demetriou joue également dans Ellie et Natasia, une émission inspirée par l'anxiété sociale et le fait d'être une femme dans la société d'aujourd'hui, avec Ellie White,,. En mars 2020, il est signalé que la BBC a commandé une série de six épisodes, mais celle-ci  est retardée en raison de la pandémie de COVID-19.
Depuis mars 2019, Demetriou joue le rôle de Nadja, une vampire rom, dans la série de comédie d'horreur de FX acclamée par la critique What We Do in the Shadows . La série est créée par Jemaine Clement et Taika Waititi, sur la base de leur film Vampire en toute intimité,,,. Kayvan Novak, Matt Berry, Harvey Guillén et Mark Proksch participent aussi à cette série. La deuxième saison de dix épisodes débute en avril 2020 ,,. La troisième saison de l'émission commence à être diffusée en septembre 2021.
À partir du 18 mai 2020, Demetriou et Vic Reeves co-animent l'émission de téléréalité non scénarisée de Netflix The Big Flower Fight. La série en huit parties voit 10 paires de concurrents dans une compétition à élimination directe mettant en vedette d'énormes installations de fleurs, le gagnant concevant une installation qui sera exposée dans les jardins botaniques royaux de Londres, à Kensington.
En 2021, Demetriou joue un rôle régulier de la deuxième saison de This Time with Alan Partridge, mettant en scène une maquilleuse coquette nommée Tiff. Il est annoncé en février de la même année que Demetriou sera la co-vedette de Timestalker, une comédie romantique dirigée par Alice Lowe.

## Filmographie

### Film
| Année        | Titre                                           | Rôle                  | Remarques     | Ref.              |
| ------------ | ----------------------------------------------- | --------------------- | ------------- | ----------------- |
| 2014         | Swag                                            | Travailleur de bureau | Court métrage | [réf. nécessaire] |
| 2014         | Intervention                                    | Nicole                | Court métrage | [réf. nécessaire] |
| 2018         | The Festival                                    | Schtroumpf mariée     |               | [ 20 ]            |
| 2018         | Man of the Hour                                 | Christine             | Court métrage | [réf. nécessaire] |
| 2020         | Eurovision Song Contest: The Story of Fire Saga | Nina                  |               | [ 21 ]            |
| À déterminer | The magician's Elephant                         | À déterminer (voix)   |               |                   |
| À déterminer | Timestalker                                     | À déterminer          |               | [ 19 ]            |

### Télévision
| Year         | Title                           | Role                   | Notes                          | Ref.              |
| ------------ | ------------------------------- | ---------------------- | ------------------------------ | ----------------- |
| 2014         | Live at the Electric            | Linda                  | 3 épisodes                     | [ 22 ]            |
| 2014         | Badults                         | Clock / Eskimo         | 1 épisode: "Holiday"           | [ 20 ]            |
| 2014–2015    | BBC Comedy Feeds                | Various                | 2 épisodes                     | ,                 |
| 2015         | Funeral                         | Mourner                |                                | [réf. nécessaire] |
| 2015         | Top Coppers                     | Gail                   | 2 épisodes                     |                   |
| 2015         | Lolly Adefope's Christmas       | Mara                   |                                | [réf. nécessaire] |
| 2016         | @elevenish                      | Various                | 11 épisodes                    | [ 20 ]            |
| 2016         | Harry Hill's Tea Time           | Greek Orthodox Priest  | 1 épisode: "Paul Hollywood"    | [réf. nécessaire] |
| 2016         | Morgana Robinson's the Agency   | Receptionist           | 2 épisodes                     | [réf. nécessaire] |
| 2016         | Halloween Comedy Shorts         | Lucy                   | 1 épisode: "Oh God"            | [réf. nécessaire] |
| 2016         | Year Friends                    | Tash                   | 12 épisodes                    | [réf. nécessaire] |
| 2016–2019    | 8 Out of 10 Cats Does Countdown | Herself                | 2 épisodes                     | [ 6 ]             |
| 2017         | Liam Williams' Valentine        | Nancy                  |                                | [réf. nécessaire] |
| 2017         | Comedy Playhouse                | Jen                    | 1 épisode: "Static"            | [ 24 ]            |
| 2017–2018    | Sick Note                       | Officer Chadwick       | 2 épisodes                     | [réf. nécessaire] |
| 2018         | Pls Like                        | Tingle Maid            | 3 épisodes                     | [ 25 ]            |
| 2018         | Comedy Blaps                    | Brenda                 | 1 épisode: "Furious Andrew"    | [réf. nécessaire] |
| 2018         | Dara O Briain's Go 8 Bit        | Herself                | 1 épisode: "#3.8"              | [ 26 ]            |
| 2018–present | Stath Lets Flats                | Sophie                 | 11 épisodes                    | ,                 |
| 2019–2020    | 8 Out of 10 Cats                | Herself                | 2 épisodes                     | [ 28 ]            |
| 2019         | The Road to Brexit              | Jemima Codex-Forrester |                                | [ 29 ]            |
| 2019         | Urban Myths                     | Agnieszka              | 1 épisode: "Andy & The Donald" | [ 30 ]            |
| 2019         | CelebAbility                    | Herself                | 1 épisode: "#3.3"              | [ 31 ]            |
| 2019–present | What We Do in the Shadows       | Nadja                  | 50 épisodes                    | [ 32 ]            |
| 2020         | The Big Flower Fight            | Herself / Host         | 8 episodes                     | [ 33 ]            |
| 2021         | This Time with Alan Partridge   | Tiff                   | 5 épisodes (Séries 2)          | [ 34 ]            |

### Théâtre
| Année | Titre                                               | Rôle      | Lieu         | Remarques        | Ref.  |
| ----- | --------------------------------------------------- | --------- | ------------ | ---------------- | ----- |
| 2018  | Natasia Demetriou et Ellie White deviennent grandes | Elle-même | Théâtre Soho | aussi scénariste | [ 6 ] |

## Récompenses et nominations
| Année | Association                       | Catégorie                                                   | Titre                         | Résultat | Ref. |
| ----- | --------------------------------- | ----------------------------------------------------------- | ----------------------------- | -------- | ---- |
| 2014  | Le Maigre                         | Prix du débutant                                            | Tu n'auras jamais tout de moi | [ 6 ]    |      |
| 2021  | Critics' Choice Television Awards | Meilleure actrice dans une série de science-fiction/fantasy | What We Do in the Shadows     | ,        |      |
| 2021  | Critics' Choice Television Awards | Meilleure actrice dans une série comique                    | What We Do in the Shadows     | [ 37 ]   |      |